# Рокитно (гміна)
Гміна Рокитно (Ґміна Рокітно, пол. Gmina Rokitno) — сільська гміна у східній Польщі. Належить до Більського повіту Люблінського воєводства.
Станом на 31 грудня 2011 у гміні мешкало 3198 осіб.

## Площа
Згідно з даними за 2007 рік площа гміни становила 140,82 км², у тому числі:
- орні землі: 61.00 %
- ліси: 33.00 %

Таким чином, площа гміни становить 5.11 % площі повіту.

## Історія
За німецьким переписом 1940 року, у гміні налічувалося 4479 осіб, з них 705 українців, 3686 поляків, 67 «русинів», 15 білорусів і 6 осіб іншої національності.
За польськими підрахунками станом на 2 червня 1947 року, у гміні Рокитно налічувалося 526 українців (159 родин), які підлягали виселенню у північно-західні воєводства згідно з планом депортації українського населення у рамках операції «Вісла».

## Населення
Станом на 31 грудня 2011:
| Опис     | Загалом | Загалом | Чоловіки | Чоловіки | Жінки | Жінки |
| -------- | ------- | ------- | -------- | -------- | ----- | ----- |
| одиниця  | осіб    | %       | осіб     | %        | осіб  | %     |
| все      | 3198    | 100     | 1640     | 51.28    | 1558  | 48.72 |
| міське   | 0       | 100     | 0        |          | 0     |       |
| сільське | 3198    | 100     | 1640     | 51.28    | 1558  | 48.72 |

## Сусідні гміни
Гміна Рокитно межує з такими гмінами: Біла Підляська, Янів Підляський, Тереспіль, Залесе.